# 高倉美貴
高倉 美貴（たかくら みき、（旧姓：越沢美貴）、1960年12月14日 - ）は、日本の女優。現在、あのねのね・原田伸郎の妻。

## 来歴・人物
石川県金沢市の老舗料亭の長女として生まれる。金沢大学教育学部附属小学校、金沢大学教育学部附属中学校を経て、北陸随一のお嬢様学校・私立北陸学院高等学校(現在は共学校)を卒業。映画好きであり、高校時代は映画研究愛好会の部長を務めた。
高校卒業後、子供服のデザイナーを目指して上京し、表参道のブティックに勤務。ブティック時代、その美貌とスタイルがスカウトの目にとまってスカウトされ、本名と一字違いの「越沢美紀」の芸名でモデルとして芸能界デビュー。ポスター、雑誌GOROのグラビア等でビキニ姿等を披露した。
1983年（23歳）、ピンク映画制作会社・にっかつのドル箱として人気があったSM映画シリーズで、日活SM映画の原作者として大きな影響力をもっていた官能小説作家・団鬼六に見出され、芸名を「高倉美貴」とし、ロマンポルノ映画で女優デビューした。高校では映研の部長を務めるなど映画への関心は強かったものの、内容を巡り出演を拒んだ高倉に対して、原作者である団鬼六自ら出演交渉に乗り出し、ポルノ映画出演に反対する母親も同席させて高倉親子の説得にあたった。日活は高倉親子に対し、新人としては破格のギャラを提示した。さらに日活は高倉のロマンポルノ出演にあたり「3年間で4作品だけに主演する」ことを契約条件として提示した。さらに、出演を拒み続ける高倉親子を団鬼六の友人である巨匠大島渚監督が説得し、ついに高倉親子が折れてポルノ・デビューすることになったという。
元祖SMの女王・谷ナオミ、2代目SMの女王・麻吹淳子に続く「3代目日活SMの女王」とのキャッチフレーズで売り出され、『団鬼六 美女縄地獄」』(1983)でデビューした。1970年代後半には週刊誌、グラビア誌等、多くのメディアで写真や映像が取り上げられ、日活ロマンポルノの看板女優へと成長した。長い黒髪、目鼻立ちのハッキリした容貌とスタイル、清楚で気品ありというイメージからは大きくかけ離れた大胆な演技、緊縛、鞭打ち、ローソク責め、浣腸などのシーンで注目された（ロマンポルノは女優も男優も性器の上に前貼り（ガーゼ+ガムテープ）を貼る）。1984年には4作目『団鬼六 縄責め』に主演した。
団をして「日活ロマンポルノ史上もっとも美しい女優」と言わしめた。高倉のSMポルノデビュー後に、団は雑誌や各地の講演会で逆に「『あなたのような美しく、お嬢様育ちの人がこんな映画に出てはいかん』と説得したのだが、本人がどうしてもやりたいというので」と方々で語っている。これに対して高倉は、名誉棄損の訴訟や反論する等の行動をせず、耐え続けるだけだった。高倉と日活との出演契約は3年間だったが、高倉に対して団鬼六（日活側）が契約期間の延長を強く要求したため、高倉は団鬼六らの指示に従い契約期間を翌1985年（25歳）まで1年延長した。
1985年（25歳）、日活との契約が終了し、ロマンポルノを引退した直後には、第8回日本アカデミー賞授賞式で武田鉄矢と共に司会に抜擢された。また、テレビドラマや一般映画にも出演するが、脇役・端役が多く主役を射止めるまでには至らなかった。1985年の『カポネ大いに泣く』では萩原健一、沢田研二と共演した。
ヘア解禁（陰毛露出写真集の発売実現）の2年後の1993年（33歳）、突如”ヘアヌード写真集”『South Fairy Tale』を発表したが、残念ながら話題を集められなかった。1995年3月1日、タレントの原田伸郎と結婚し芸能界を引退した（高倉・初婚、原田は2度目の結婚）。原田とは、1987年によみうりテレビのドラマ『見上げればいつも青空』で、原田の浮気相手という役柄で共演したことが結婚のきっかけだった。結婚後は芸能活動は休止しているが、原田が出演する番組でまれに見かけることもある。またその際には「高倉美紀」の名前でテロップが流れることがある。

## フィルモグラフィ

### 映画
- 「団鬼六 美女縄地獄」 （1983年 にっかつ） - 桧山光子
- 「団鬼六 美女縄化粧」 （1983年 にっかつ） - 久我山華子
- 「団鬼六 修道女縄地獄」 （1984年 にっかつ） - マリア（藤瀬貴子）
- 「団鬼六 縄責め」 （1984年 にっかつ） - 圭子
- 「団鬼六 緊縛卍責め」 （1985年 にっかつ） - 牧野綾

※以上主演作品
- 「カポネ大いに泣く」（1985年 松竹、監督：鈴木清順） - 水芸の男の女房
- 「mishima A Life in Four Chapters 」 (1985年 アメリカ映画)
- 「幕末青春グラフィティ Ronin 坂本竜馬」（1986年 東宝） - 梅花
- 「極道の妻たちII」（1987年 東映） - 牧村昌子
- 「天使のわけまえ」（1995年 アポロフィルム※自主映画） - 女流作家

### テレビドラマ
- 月曜ワイド劇場 （ANB）
  - 「はだしの未亡人」（1983年7月11日） ※「越沢美紀」名義で出演
  - 「妻は何を感じたか　単身赴任のセックス危機!」（1983年10月10日） ※「越沢美紀」名義で出演
- 月曜ドラマランド 「のんき君1 いたずらの天才初登場!」（1983年12月12日 CX）
- 「花嫁は三度泣く」（1984年4月 TBS）
- 「熊さんの警察手帳」（1984年5月12日 TBS）
- 土曜ワイド劇場
  - 「呪いのマネキン人形　血も凍る今夜白い裸身の目に赤い涙が…襲う！」（1984年8月14日 ANB）
  - 「狙われた婚約者 白衣を襲う暴行魔！」（1985年1月19日 ABC）
- 「花田春吉なんでもやります」（1985年1月4日-3月29日 全13話 TBS） - 神崎由美
- 「幕末青春グラフィティ　福沢諭吉」（1985年2月11日 TBS） - モデルの女
- 「好色一代男 世之介の愛して愛して物語」（1986年1月1日 TBS）
- 「男女七人夏物語」第8話「こころの傷」（1986年 TBS）
- 「狙われた婚約者・白衣を襲う暴行魔・無影灯だけが知っている」」（1985年1月19日 ANB）
- 「毎度おさわがせしますII」（1985年12月-1986年3月 全16話 TBS）
- 「遠山の金さんII」第9話「夕顔の女・炎のような愛でした!」（1985年12月10日 ANB・東映）
- 銀河テレビ小説 「かなかなむしは天の蟲」（1987年1月26日-2月20日 全20話 NHK）
- 朝の連続ドラマ 「見上げればいつも青空」（1987年4月6日-10月2日 YTV）
- 「ベイシティ刑事 （第2回：ヨコハマに消えた女）」（1987年10月14日 ANB）
- 「大岡越前 第10部」第1話・第2話（1988年2月29日・3月7日 TBS・C.A.L） - 多重
- 「悪魔をやっつけろ!」（1990年1月6日 TBS）
- 「女忍かげろう組」（1990年 NTV） - 香
- 「キモチいい恋したい!」（1990年7月2日-9月12日 CX）
- 夢帰行 （1990年 NHK）
- 「水戸黄門」（TBS・C.A.L）
  - 第18部 第8話「泥棒夫婦の大予言 -追分-」（1988年10月31日） - お糸
  - 第19部 第24話「縁結び頑固比べ -善光寺-」（1990年3月12日） - おゆき
  - 第20部 第33話「意地比べ恋の友禅 -金沢-」（1991年6月24日） - おくみ
  - 第21部 第19話「恋を実らす占い合戦 -龍野-」（1992年8月10日） - 夕ひで
- 「鞍馬天狗」第20話「雪に舞った芸妓の悲恋」（1991年 TX・松竹）
- 「OLは泥棒がお好き」（1991年8月2日 CX）
- 「東京パーキング・ウォーズ」（1992年5月28日 YTV）
- 「愛してるよ!」（1993年10月11日-12月27日 全10話 ANB）

## その他の活動
- 「カトちゃんケンちゃん ごきげんテレビ」（1989年3月25日）
- 「失恋レストラン」（1994年1月23日）
- 「レディス4」（2010年3月4日）- 夫とともに原田美紀として出演
- 「私の何がイケないの?」（2013年12月9日）- 夫とともに出演

### ビデオ
- 「雪おんな」（1984年 みみずく）
- 「情炎」（1984年 みみずく）
- 「わたくし、その気 高倉美貴 女優生撮り」（1984年 Let's）

### 写真集
- 池谷朗 撮影『高倉美貴 エクスタシー L'EXTASE』辰巳出版〈タツミムック, 83〉、1984年4月30日。
- 星野小麿 撮影、藤本義一 草紙『新浮世絵くずし : 写真集』日本芸術出版社、1985年6月1日。ISBN 4-89011-131-X、NDLJP:12722257。
- 石黒健治 撮影『South Fairy Tale : 高倉美貴写真集』スコラ、1993年12月15日。ISBN 4-7962-0148-3、NDLJP:13401089。
- 石黒健治 撮影『楽園にて… : 高倉美貴』黒田出版興文社〈Venus club deluxe 文庫〉、1995年2月10日。ISBN 4-87673-400-3。 ※South Faily Tale の文庫化版